# Orimarga spiloptera
Orimarga spiloptera är en tvåvingeart som beskrevs av Alexander 1948. Orimarga spiloptera ingår i släktet Orimarga och familjen småharkrankar. Inga underarter finns listade i Catalogue of Life.